# Le Mystère de la Libre Belgique ou les Exploits des 4 as
Le Mystère de la Libre Belgique ou les Exploits des 4 as (titre en néerlandais : La Libre Belgique of de heldendaden van 4 as) est un film belge muet réalisé par Isidore Moray en 1920,.

## Synopsis
En 1915, le journal belge « La Libre Belgique » doit entrer dans la clandestinité et quatre « As » aident le journal à être imprimé et distribué secretement...

## Fiche technique
- Titre original : Le Mystère de la Libre Belgique ou les Exploits des 4 as
- Titre en néerlandais : La Libre Belgique of de heldendaden van 4 as
- Titres des six épisodes
  - 1) Sous l'occupation
  - 2) Conspiration et propagande
  - 3) La lutte
  - 4) Les épreuves
  - 5) Au plus malin
  - 6) Le triomphe.
- Réalisation :  Isidore Moray
- Genre : Documentaire
- Société de production : Service Cinématographique de l'Armée Belge (SCAB)
- Distribution : Monopol Film
- Pays d'origine :  Belgique
- Longueur : 1 900 mètres
- Format : Noir et blanc  - Muet
- Date de sortie
  -  Belgique : 11 novembre 1920